# Dendrobium subbilobatum
Dendrobium subbilobatum är en orkidéart som beskrevs av Rudolf Schlechter. Dendrobium subbilobatum ingår i släktet Dendrobium, och familjen orkidéer. Inga underarter finns listade i Catalogue of Life.